# Агафодор (Преображенский)
Архиепископ Агафодо́р (в миру Па́вел Флего́нтович Преображе́нский; 15 (27) декабря 1837, село Спасское, Пошехонский уезд, Ярославская губерния — 1 июля 1919) — епископ Православной российской церкви, архиепископ Кавказский и Ставропольский; духовный писатель.

## Биография
Родился 15 декабря 1837 года в селе Спасское, что на Мяксе, Пошехонского уезда Ярославской губернии, в семье причетника Флегонта Ивановича и его супруги Евдокии Ивановны Преображенских:3.
В 1848 году поступил в Пошехонское духовное училище, которое окончил в 1854 году. В 1860 году окончил Ярославскую духовную семинарию со степенью студента. В том же году вступил в брак, был рукоположён во диакона, а затем в сан иерея, после чего 23 года был настоятелем храма Тихвинской иконы Божией Матери села Воскресенского Мышкинского уезда Ярославской губернии.
Преподавал в приходской школе, много внимания уделял благотворительности, особенно в неурожайные годы.
Овдовел и лишился двух детей.
1 декабря 1864 года открыл бесплатное народное училище в деревне Игнатово Мологского уезда Ярославской губернии. В 1865 году открыл такое же училище в селе Воскресенском.
Депутат по присутственным местам (1869—1877), опекун над имением и малолетними детьми умершего священника села Введенское (1875).
В 1877—1884 годы благочинный сельских приходов, устроитель благочиннической библиотеки.
Настоятель соединённого Воскресенского прихода (1878), окружной благочинный по городу Мышкин и Мышкинскому уезду (1881).
В 1884 году возведён в сан протоиерея и назначен настоятелем Успенского собора в городе Мышкине, где прослужил до 1888 года; ввёл в соборе внебогослужебные собеседования, законоучитель в городском двухклассном училище.
1 февраля 1888 года принял монашеский постриг с именем Агафодор, а 2 февраля возведён в сан архимандрита.
28 февраля 1888 года в Александро-Невской лавре хиротонисан во епископа Балахнинского, викария Нижегородской епархии.
В Нижнем Новгороде основал на свои средства Свято-Владимирскую церковно-приходскую школу, благоустраивал древний нижегородский Печерский монастырь, где выполнял обязанности настоятеля.
2 марта 1891 года назначен епископом Сухумским.
Учредил Александровское братство, открыл 22 школы, создал в 1892 году комиссию для перевода богослужебных книг на абхазо-адыгские языки. Регулярно объезжал епархию с миссионерскими целями, в результате чего за 2 года было крещено около тысячи абхазов.
В 1892 году учредил епархиальную археологическую комиссию, восстановил в Команах храм святого Василиска, в котором, по преданию, скончался Иоанн Златоуст.
17 июля 1893 года назначен епископом Ставропольским и Екатеринодарским. 31 августа (19 августа) прибыл в Ставрополь. 
В 1894 году при его участии учреждено Ставропольское епархиальное церковно-археологическое общество.
Председатель Ставропольского отдела Императорского православного палестинского общества (1895).
В 1901 году устроил миссионерские курсы в Ставрополе. Организовал миссионерскую деятельность в среде старообрядцев, молокан, а также мусульман и буддистов. Основал церковно-приходскую школу в ставропольской тюрьме.
В 1906 году устроил археологический музей при Ставропольском епархиальном церковно-археологическом обществе, которому Святейший Синод присвоил имя основателя.
6 мая 1907 года возведён в сан архиепископа. С 1916 года титуловался Кавказским и Ставропольским.
Будучи председателем Андреевско-Владимирского братства, организовал бесплатную столовую для бедных, убежище для бесприютных детей и дом для престарелых; в епархии более чем удвоилось количество церковных школ, было построено 240 храмов и 3 монастыря.
Почётный член 35 благотворительных, учёных и просветительных обществ и братств, в том числе всех духовных академий.
В 1917—1918 годах член Поместного Собора Православной Российской Церкви, участвовал в 1-й сессии, член III Отдела.
В 1918 г. призвал паству поддержать Добровольческую армию. На ходатайство духовенства Ставрополья о возведении архиепископа в сан митрополита в связи с 25-летием служения на Ставропольской кафедре патриарх Тихон и Священный Синод в заседании 17-30 сентября 1918 г. постановили: «Разрешить чествование Преосвященного Архиепископа Агафодора по случаю 25-летнего служения его в Ставропольской епархии, что же касается вопроса о возведении его, Архиепископа Агафодора, в сан Митрополита, то суждение о сем иметь в будущем 1919 г. при рассмотрении ходатайств о награждении ко дню Св. Пасхи». Сведения о последующем возведении архиепископа Агафодора в сан митрополита не подтверждаются архивными документами.
19—24 мая 1919 года по старшинству возглавлял Юго-Восточный Русский Церковный Собор в Ставрополе.
Скончался 1 июля 1919 года. В Кубанском церковном вестнике (№ 8, 1919) о его смерти сообщалось: «18 сего июня, на 84-м году жизни, тихо почил Высокопреосвященный Агафодор, архиепископ Ставропольский и Кавказский. Владыка давно уже страдал крайним упадком сил и лишь изредка мог принимать участие в богослужении. Едва ли не последним его служением было совершение литургии в день открытия Церковного Собора, 19 мая. Но всё-таки до последних дней он не оставлял управления епархией и сам, хотя и слабеющею рукою, писал резолюции и подписывал бумаги».
Погребение состоялось 4 июля 1919 года. Чин отпевания совершили первый викарий епископ Кубанский Иоанн (Левицкий) и епископ Александровский Михаил (Космодемьянский), после чего останки были погребены под Владимирским храмом вблизи архиерейского дома (в склепе под колокольней Андреевского собора Ставрополя). В тот же день викарий Ставропольской епархии епископ Александровский Михаил (Космодемьянский) вступил во временное управление епархией и доложил Временному высшему церковному управлению на Юго-Востоке России о состоявшемся погребении почившего архиепископа.

## Награды
Государственные награды
- Орден Святого Александра Невского с бриллиантовыми знаками[4]
- Орден Святой Анны I степени[4]
- Орден Святой Анны III степени[4] (13 апреля 1886 года)[10]
- Орден Святого Владимира III степени[4] (1889 год)[11]

Иностранные государственные награды
- Королевский орден Спасителя со звездой[4]

Церковные награды
- Бриллиантовый крест для ношения на клобуке (1910 год)[10]

Прочие награды
- Знак Российского общества Красного Креста (июнь 1882 года) — «за услуги, оказанные раненым воинам в Восточную войну (1877—1878 гг.)»[12]

## Сочинения
- Архипастырское послание боголюбивым пастырям и пастве Ставропольской епархии // ГА Ставропольского кр. Ф. 237. Д. 78. Л. 15-18.
- Катехизические поучения о вере христианской. — Ярославль, 1867.
- Катехизические поучения о христианской надежде и любви. — СПб., 1872.
- Речи // Нижегородские епархиальные ведомости. 1888. — № 15, 18-19, 21, 23; 1889. — № 15, 24; 1890. — № 1, 15, 18, 22; 1891. — № 7.
- Речь при наречении во епископа Балахнинского, викария Нижегородской епархии. — Ставрополь, 1894.
- Успенско-Драндский общежительный монастырь в Абхазии, на Кавказе, близ г. Сухума" (Ставрополь, 1894); 2-е изд. (Ставрополь, 1901).
- Воскресенский храм и его приход. Историко-археологическое описание. — Ставрополь, 1906 (Ярославль, 2004).
- Пастырское послание // Ставропольские епархиальные ведомости. 1909. — С. 397—406.
- Речь при освящении памятника первым кубанским казакам // Ставропольские ЕВ. 1911. — № 44.
- Толковый молитвенник. — Пг., 1917 (9-е изд.).
- Наставление в Законе Божием. — Пг., 1917 (23-е изд.).
- Воззвания; Грамота к народу и войску; Речь перед открытием общеепархиального съезда духовенства и мирян // Ставропольские епархиальные ведомости. 1917. — № 11-14 (Российское духовенство и свержение монархии в 1917 году. (Материалы и архивные документы по истории Русской православной церкви. М., 2008) С. 68, 82-83), 29.
- Воззвания к духовенству Ставропольской епархии; Рапорт Патриарху Тихону // Ставропольские епархиальные ведомости. 1918. — № 3, 8, 10.
- Телеграмма Св. Синоду от 5.03.17 // Российское духовенство и свержение монархии в 1917 году. 2-е изд., испр. и доп. / Сост., предисл. и комм. М. А. Бабкина. — М., 2008. — С. 243.
- Наставление в Законе Божием, для начальных училищ (50 изданий; переведено на финский и японский языки[4]);
- Толковый молитвенник. — Ставрополь, 1903.